# Сайтама 2002
Стадіон «Сайтама 2002» (яп. 埼玉スタジアム2002, Saitama Sutajiamu Niimarumarunii) — футбольний стадіон у місті Сайтама, район Мідорі, в Японії. Є домашньою ареною клубу Джей-ліги «Урава Ред Даймондс». Вміщує 63 700 глядачів і є одним з найбільших футбольних стадіонів в Азії.
Стадіон був відкритий в 2001 році спеціально до чемпіонату світу 2002 року. Згодом на ньому пройшов і футбольний турнір в рамках Олімпійських ігор 2020 року.

## Історія
Побудований спеціально для проведення матчів чемпіонату світу з футболу 2002 року. Будівництво було завершено у вересні 2001 року. Під час чемпіонату світу на стадіоні відбулися чотири матчі, в тому числі матч господарів, Японія — Бельгія.
У період з 2005 по 2007 рік на стадіоні також грав клуб «Омія Ардія» через реконструкціюя свого домашнього стадіону «Омія Парк».

## Чемпіонат світу з футболу 2002 року
Стадіон був одним із майданчиків проведення чемпіонату світу з футболу 2002 року і прийняв наступні матчі:
| Дата           | Команда 1 | Результат | Команда 2         | Раунд    |
| -------------- | --------- | --------- | ----------------- | -------- |
| 2 червня 2002  | Англія    | 1–1       | Швеція            | Група F  |
| 4 червня 2002  | Японія    | 2–2       | Бельгія           | Група H  |
| 6 червня 2002  | Камерун   | 1–0       | Саудівська Аравія | Група E  |
| 26 червня 2002 | Бразилія  | 1–0       | Туреччина         | Півфінал |

## Галерея

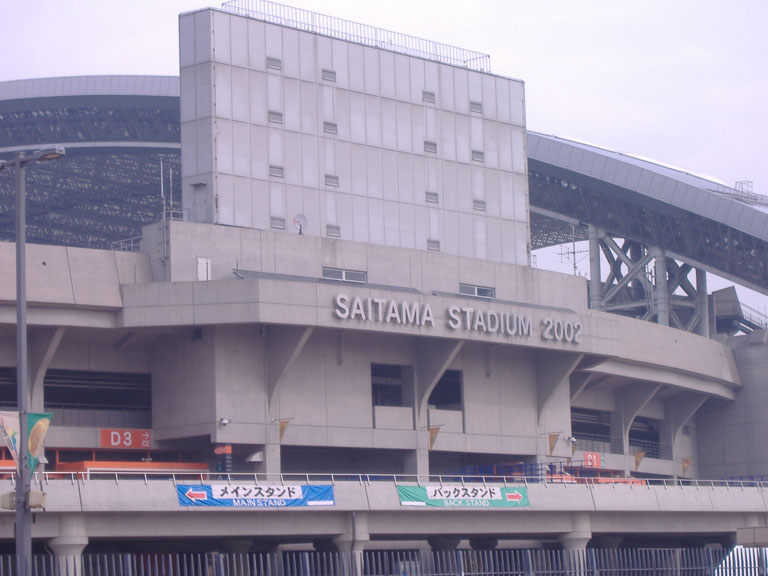
Зовнішній вигляд (жовтень 2005)
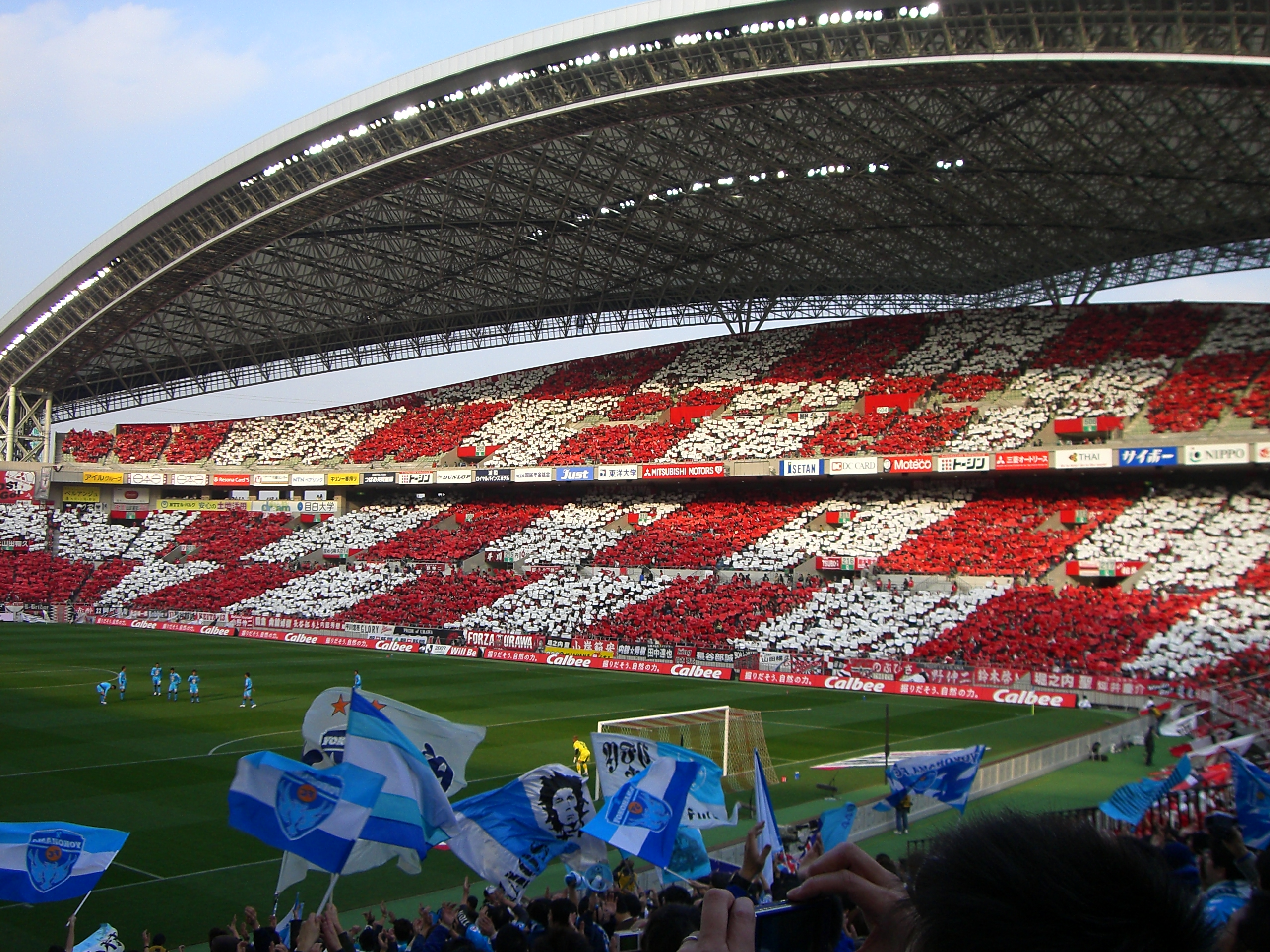
Вболівальники «Урава Ред Даймондс» (березень 2007)
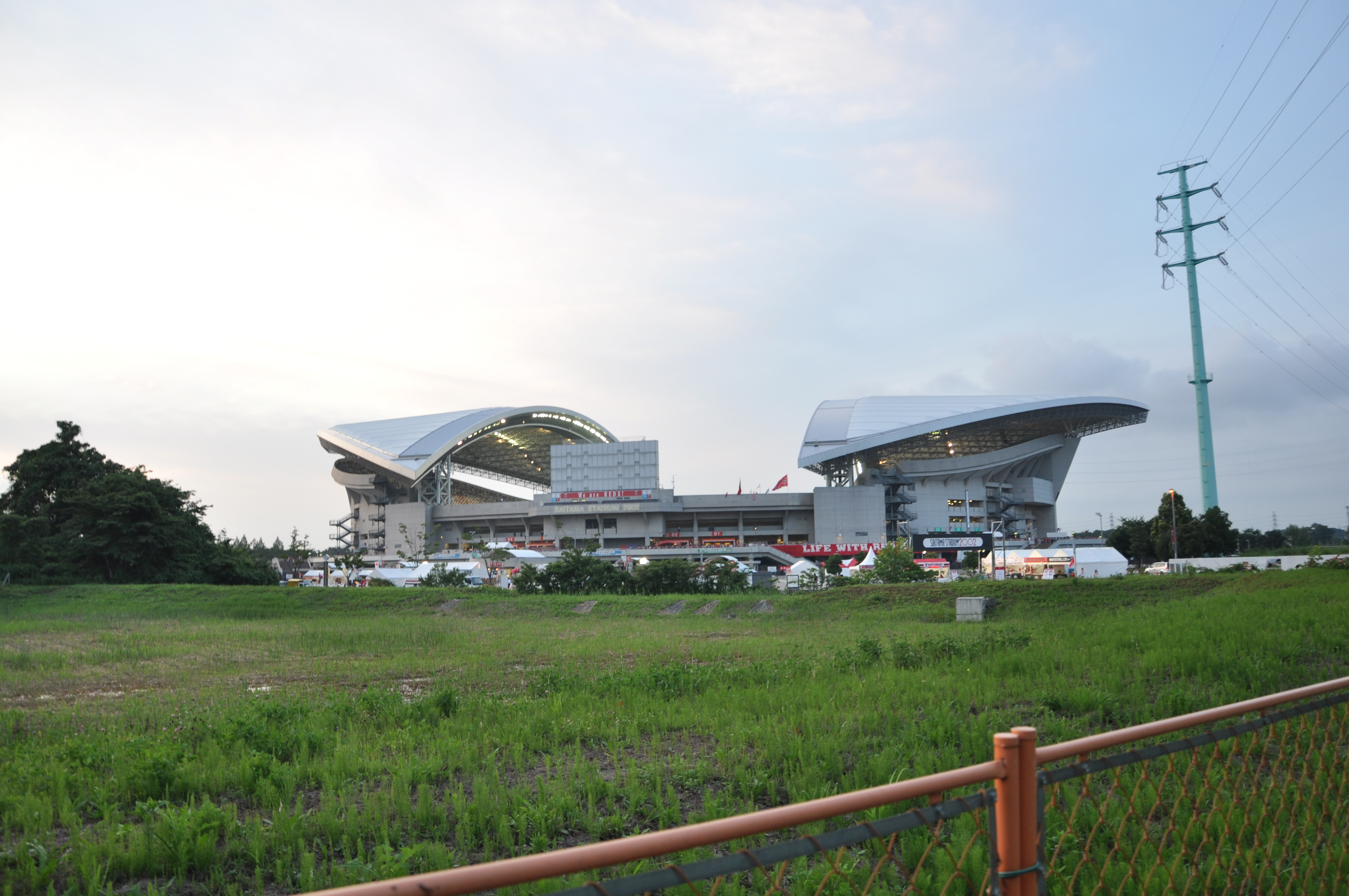
Загальний вигляд (2011)
Вид з трибун (2011)
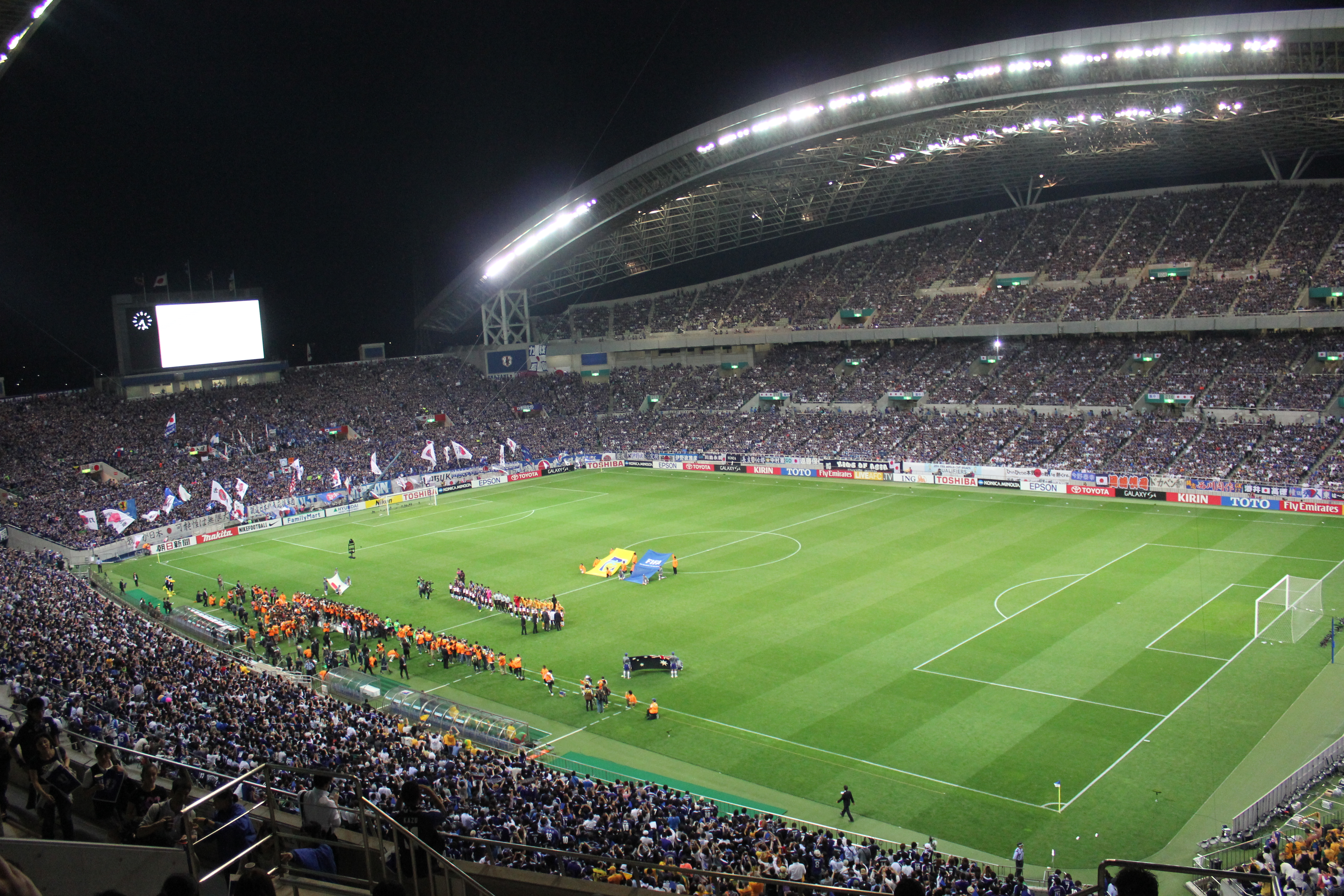
Стадіон вночі (2013)